# بليحاء
البُلَيْحَاءُ   أو المُسَكِّنة أو الخُزَامُ أو الحصادي أو اسليخ أو خضرة مصفرة هو جنس نبات عشبي ينتمي إلى الفصيلة البليحائية العبقة موطنها منطقة البحر الأبيض المتوسط وجنوب غرب آسيا، من جزر الكناري وشرق إيبيريا إلى شمال غرب الهند. وتشمل أنواعاً من النباتات الحولية، وثنائية الحول والمعمرة، وتنمو بطول يتراوح بين 40-130 سم. وتشكل الأوراق وردة قاعدية على مستوى الأرض، وبعدها ترتب بشكل حلزوني حول الجذع؛ ويمكن أن تكون بأكملها، مسننة أو ريشية الشكل، ويتراوح طولها بين 1-15 سم. تبزغ الزهور ضمن عنقود زهري دقيق الطرف، كل زهرة صغيرة (بقطر 4-6 مم)، وتكون بيضاء، أو صفراء، أو برتقالية، أو خضراء، ذات أربع إلى ست بتلات. تكون الثمار كعليبة صغيرة جافة تحتوي على عدة بذور.

## من أنواعهاالواطنةفيالوطن العربي
- بليحاء أوشر (باللاتينية: Reseda aucheri) في بلاد الشام وتركيا
- بليحاء أوشر نويع المذهبة (باللاتينية: Reseda aucheri subsp. bracteata) في بلاد الشام
- بليحاء أوشر نويع مستديرة الأوراق (باللاتينية: Reseda aucheri subsp. rotundifolia) في بلاد الشام وتركيا
- البليحاء البنفسجية (باللاتينية: Reseda muricata) في بلاد الشام ومصر
- البليحاء البيضاء (باللاتينية: Reseda alba) في بلاد الشام ومصر والمغرب العربي وحوض المتوسط
- البليحاء البيضاء نويع البيضاء (باللاتينية: Reseda alba L. subsp. alba) في بلاد الشام ومصر والمغرب العربي وكل حوض المتوسط
- البليحاء البيضاء نويع المتطورة (باللاتينية: Reseda alba subsp. decursiva) في بلاد الشام ومصر والمغرب العربي وإسبانيا
- البليحاء التلية (باللاتينية: Reseda collina) في وادي النيل والمغرب العربي
- البليحاء الثعلبية (باللاتينية: Reseda alopecuros) في بلاد الشام
- البليحاء الرقيقة (باللاتينية: Reseda attenuata) في المغرب العربي
- البليحاء صغيرة الثمار (باللاتينية: Reseda stenostachya) في بلاد الشام
- البليحاء صغيرة السنابل (باللاتينية: Reseda stenostachya) في بلاد الشام
- البليحاء الصفراء (باللاتينية: Reseda lutea) في بلاد الشام ومصر والمغرب العربي وكل أوروبا والقوقاز
- البليحاء الصقيعية (باللاتينية: Reseda pruinosa) في بلاد الشام ومصر والمغرب العربي
- البليحاء الصندوقية (باللاتينية: Reseda urnigera) في بلاد الشام ومصر والمغرب العربي
- البليحاء العربية (باللاتينية: Reseda arabica) في الجزيرة العربية وبلاد الشام ومصر والمغرب العربي
- البليحاء العطرية (باللاتينية: Reseda odorata) في مصر والمغرب العربي وكريت
- البليحاء المشرقية (باللاتينية: Reseda orientalis) في بلاد الشام ومصر والمغرب العربي وتركيا واليونان
- البليحاء المصفرة (باللاتينية: Reseda luteola) في بلاد الشام ومصر والمغرب العربي ومعظم مناطق أوروبا والقوقاز

## من أنواعها الأخرى
- البليحاء البنفسجية (باللاتينية: Reseda muricata)
- البليحاء الجلدية (باللاتينية: Reseda tomentosa)
- البليحاء الرمادية (باللاتينية: Reseda glauca)
- البليحاء الرمحية (باللاتينية: Reseda lanceolata)
- البليحاء الشعرية (باللاتينية: Reseda villosa)
- البليحاء صغيرة الثمار (باللاتينية: Reseda microcarpa)
- البليحاء الضيقة (باللاتينية: Reseda stricta)
- بليحاء عطرية كبيرة الزهر (باللاتينية: Reseda odorata grandiflora)
- بليحاء عطرية مصلحة (باللاتينية: Reseda odorata ameliorata)
- البليحاء الفيضية (باللاتينية: Reseda undata)
- البليحاء الكروية (باللاتينية: Reseda globulosa)
- البليحاء المكنسية (باللاتينية: Reseda scoparia)
- البليحاء المهملة (باللاتينية: Reseda neglecta)
- البليحاء الوسطية (باللاتينية: Reseda media)

## الزراعة والاستخدامات
يتكاثر نبات البليحاء بالبذور، التي تغرس مباشرة في الحدائق. ولا يتحمل النبات النقل بعد الزرع (الازدراع). الزهور ليست جذابة الشكل لكنها فواحة بشكل كبير. وتزرع من أجل رائحتها اللطيفة الطيبة. وكانت تستخدم كمسكن وعلاج للكدمات في زمن الرومان. ويستخدم زيتها الطيار في العطارة.
وقد استخدم الصباغ الأصفر المستخرج من جذر النبات (R. luteola) في الألف الأولى قبل الميلاد، وحتى قبل الفوة أو الوسمة. وقد أوقف استخدام هذا الصباغ في بدايات القرن العشرين، عندما بدأ تصنيع الأصبغة الاصطناعية.